# José Ballester Gozalvo
Pour les articles homonymes, voir Ballester.
José Ballester Gozalvo, né le 1er mars 1893 à Cabanyal et mort le 25 juillet 1970 à Saint-Cloud, est un professeur, avocat, journaliste, homme politique et député espagnol, exilé en France après la guerre d'Espagne.

## Biographie
José Ballester Gozalvo est l'un des treize enfants de Vicente Ballester Fandos, instituteur du quartier d'El  Cabanyal à Valence.
Il oriente ses études vers le droit et l'enseignement puis emménage à Madrid, où il devient membre de l'Athénée de Madrid le 10 février 1918. En 1929, il participe à la fondation du Parti républicain radical-socialiste. Il est président du club de football Levante UD.
Sous la République, il est élu conseiller municipal de Tolède aux élections de 1931, et devient l'un des fondateurs, et le porte-parole, des Missions pédagogiques, initiative d'éducation populaire gouvernementale présidée par Manuel Bartolomé Cossío.
Après la victoire du Front populaire le 16 février 1936, il est chargé de l'Enseignement primaire dans le ministère de l'Education de Francisco Barnés Salinas.
Le soulèvement nationaliste des 17 et 18 juillet 1936 provoque la guerre d'Espagne. Ballester est nommé conseiller juridique de la Présidence du Gouvernement, et plus tard, à Barcelone, est chargé de l'Audit Général de Guerre du commandement militaire de Catalogne.
Après la victoire par la force des nationalistes espagnols de Franco, il doit s'exiler à Paris. En 1942, le Tribunal Spécial de Répression de la Masonería et le Communisme le condamne pour rébellion à trente ans de prison.
Grâce à son amitié avec Édouard Herriot, président de l'Assemblée nationale française, il devient chef de la section espagnole de la bibliothèque du Parlement et demeure un membre actif du gouvernement de la République en exil.
Il décède le 25 juillet 1970, en exil.

## Postérité
- En février 1945, à Montpellier, il publie ses mémoires de guerre, rééditées en 2012.
- Un lycée du quartier de Torrefiel de Valence est nommé en sa mémoire[10].